# Lidwine de Schiedam
Lidwine de Schiedam ou Lydwine de Schiedam est une sainte et mystique catholique hollandaise, née à Schiedam le 18 mars 1380 et morte dans la même ville le 14 avril 1433. Elle est donc fêtée le 14 avril. Elle est sainte patronne des patineurs sur glace, des personnes handicapées et des malades longuement alités, ainsi que de la ville de Schiedam et de sa basilique.

## Biographie
Lidwine est née à Schiedam, bourgade proche de Rotterdam en Hollande, comté faisant alors partie du Saint Empire romain germanique pendant la régence du comte Albert de Bavière-Straubing. Selon ses hagiographes, elle est issue d'une ancienne famille noble mais ruinée. Seule fille d'une fratrie de 10 enfants, elle préfère se consacrer à Dieu et repousse tous ses prétendants.
À l'âge de 15 ans, elle est victime d'une chute alors qu'elle patine avec des amies. Elle ne se remettra jamais de cet accident.
Étendue pendant 38 ans sur son grabat et malgré ses souffrances physiques, elle se dit néanmoins « la plus heureuse femme du monde ».
Au cours de sa vie, elle connaît des extases mystiques. L'événement le plus important à cet égard est la vision eucharistique qu'elle aurait eu en 1412, le Christ lui apparaissant d'abord sous la forme d'un enfant crucifié, puis sous celle d'une grande hostie rayonnante avec les cinq plaies de la Croix. Durant la première moitié de son alitement elle aurait très peu mangé et bu, en venant même à partir de 1414 pour les dix-neuf dernières années à ne plus se nourrir que de l'Eucharistie selon les textes religieux.
Elle meurt en 1433 ne laissant aucun écrit mais le témoignage de ses souffrances transfigurées en amour et source d'un immense bonheur.

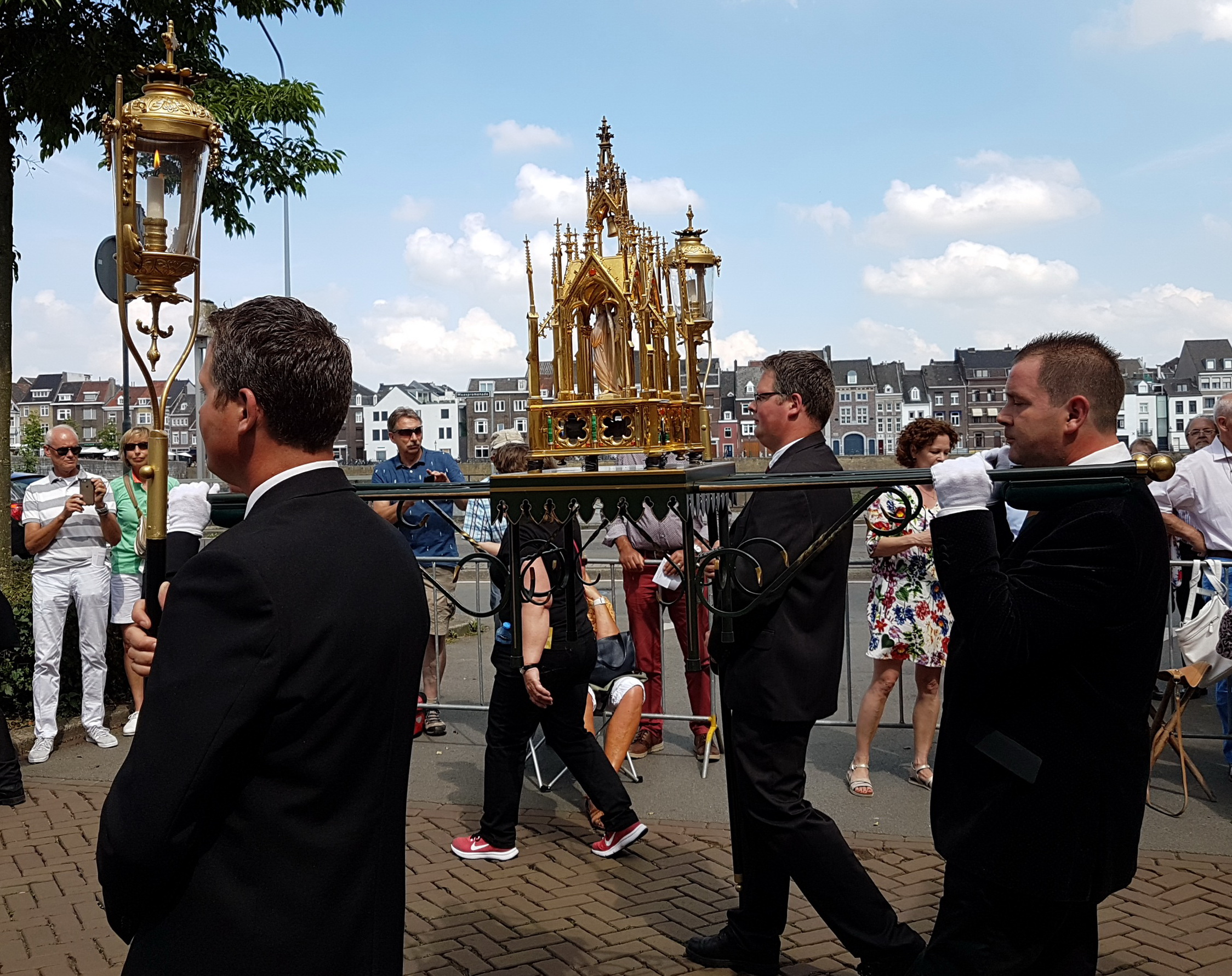
Procession avec le reliquaire de Sainte Lidwine, pèlerinage des reliques à Maastricht en 2018.

## Culte
Lidwine est canonisée le 14 mars 1890 par Léon XIII. Son culte est confirmé par le même pape en 1892. Elle est célébrée principalement en la basilique Sainte-Lidwine et Notre-Dame du Rosaire de Schiedam. Comme le précise le  Martyrologe romain, sa fête est célébrée le 14 avril. Cette date correspondant souvent à la Semaine Sainte, sa fête a été déplacée en 1974 au 14 juin, date à laquelle ses reliques ont été translatées de Belgique aux Pays-Bas (durant la Réforme en 1615). La procession de ses reliques a lieu lors du pèlerinage des reliques à Maastricht et à nouveau dans les rues de Schiedam depuis les années 2010.

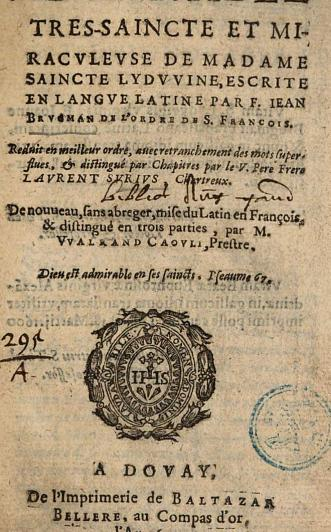
Détail du frontispice d'une traduction française de la vie de Lidwine de Schiedam par Johannes Brugman, publiée à Douai en 1601.

## Littérature
Johannes Brugman, franciscain allemand, lui consacre une biographie hagiographique en 1459.
Dix ans après la canonisation de Lidwine, en 1901, l'écrivain français Joris-Karl Huysmans - dont le père est d'origine Néerlandaise - lui consacre un ouvrage hagiographique intitulé Sainte Lydwine de Schiedam. Il évoque déjà le projet dans son roman En route, publié en 1895, avec le personnage de Durtal.
Huysmans mentionne trois hagiographes de la sainte : Jan Gerlac, un parent sacristain et écrivain qui « vécut pendant de longues années auprès de la sainte, dans sa maison même, et qui nous raconte de visu son existence ». Johannes Brugman (ou Jan), qui « reprit l'histoire de Gerlac qu'il traduisit du teuton en latin et qui l'amplifia surtout avec les renseignements que lui fournit Jan Walter de Leyde, le dernier confesseur de Lidwine ». Enfin, Thomas a Kempis : « sa relation est un abrégé de celle de Brugman, mais elle contient des détails inédits qu’il recueillit dans l'entourage de la bienheureuse, à Schiedam même ». Ce dernier est aussi l'auteur de L'Imitation de Jésus-Christ, qui fait partie des textes chrétiens favoris de Durtal, le personnage principal d'En route, et qui a été l'un des livres les plus lus du Moyen Âge et même d'après.

### Moyen Âge

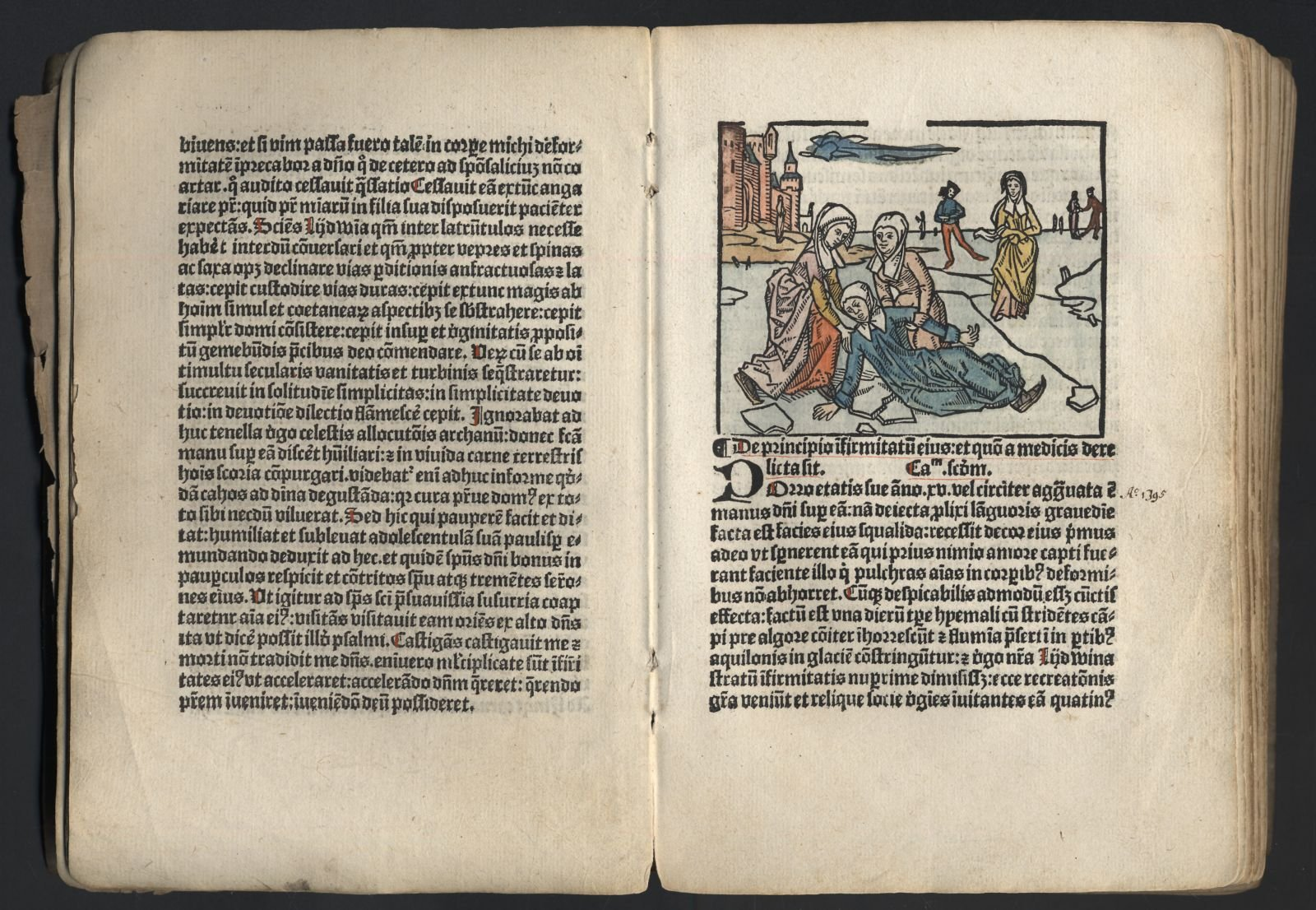
Vita alme virginis Liidwine de Johannes Brugman, dans un livre publié en 1498, imprimé par Otgier Nachtegaal, prêtre de Schiedam et imprimeur. Collection des Archives communales de Schiedam.

- (la) Johannes Brugman, Vita Alme Virginis Lydwine.
- (en) Thomas a Kempis (trad. Dom Vincent Scully), St. Lydwine of Schiedam, Virgin, Londres, Burns & Oates, 1912 (lire en ligne).

### Huysmans
- Jean-Pierre Guillerm, « D’À rebours à Sainte Lydwine de Schiedam. Huysmans et les Primitifs d'une esthétique future », Cahiers de recherches médiévales, no 2,‎ 1996, p. 127-136 (lire en ligne, consulté le 1er mai 2017).
- Joris-Karl Huysmans, En route, Paris, Gallimard, coll. « Folio classique », 1996 (1re éd. 1895), 672 p. (ISBN 978-2-07-038754-0).
- Joris-Karl Huysmans, Sainte Lydwine de Schiedam, Lyon, À rebours, 2002 (1re éd. 1901), 348 p. (ISBN 978-2-915114-02-7).